# NGC 5789
NGC 5789 este o emission-line galaxy⁠(d) situată în constelația Boarul. A fost descoperită în 21 mai 1802 de către William Herschel.